# 中木高中
中木高中（英語：Midwood High School）是位于美國纽约市布鲁克林区的一所公立中学。成立于1940年，採男女共学，以它的医学科学(Medical Science)和人文学科(Humanities)见长。中木高中曾获得许多科学奖项, 例如闻名全美、加的科学展示奖项: 全美中学最高荣誉的英特尔科学奖（英特尔科学奖,又名小诺贝尔奖，曾名:西屋科学奖。中木有20位或以上为学生进入到Intel Science的半决赛，是全美11所學校的其中之一）。中木在纽约享有盛誉,有许多社会知名人士曾在Midwood就读。毕业生每年都有获得常春藤盟校(Ivy League Colleges)的录取。

## 学校资料

### 录取标准
Midwood 中学有三个program, Medical Science(医学科学), Humanities(人文学科), 及Liberal Art (文科) 。医学科学和人文科学是挑选学生入的。
Medical Science 和 Humanities的录取标准 (八、九年级标准相同):
- 在数学,英语,历史,科学中拥有90分或以上的成绩。
- 在纽约州英语数学中有3级或以上的成绩。(最高4级)
- 拥有最少百分之98的出勤率。
- 符合以上标准的学生才有机会被录取。

(学生如果在医学科学的研究组，学生就可以参加Intel Science Talent Search Competition (西屋科学奖)。这个奖项是全美国的中学生最高荣誉奖。)
Medical Science (医学科学)录取人数
- 约5,000名报名学生中录取320人。 (八年级时报名学生)
- 约400位中录取30人。(九年级时报名学生)

Humanities (人文科学)录取人数
- 约4,000报名学生中录取215人。(八年级时报名学生)
- 约300报名学生中录取20人。(九年级时报名学生)[3]

Liberal Art (文科)录取人数
- 只开放给居住在区内的学生,每年在2,000人中录取400人。学生只能在读八年级时申请这个课程, 文科并不录取九年级的学生。区内学生如果取得好成绩，可以申请调往医学科学,或人文学科。 [3]